# Return of the B-Girl
Albums de Rapsody
Rapsody Replay
(2010) Thank H.E.R. Now
(2011)
Return of the B-Girl est une mixtape de Rapsody, sortie le 7 décembre 2010.

## Liste des titres
| No  | Titre                                                                                       | Contient un (des) sample(s) de                      | Durée |
| --- | ------------------------------------------------------------------------------------------- | --------------------------------------------------- | ----- |
| 1.  | The Intro (Produit par 9th Wonder)                                                          | My Heart Belongs to U de Jodeci                     | 6:41  |
| 2.  | 1983 (Produit par Ka$h)                                                                     |                                                     | 3:27  |
| 3.  | Win (featuring Rah Digga – Produit par AMP)                                                 | Lost Ones de Lauryn Hill                            | 3:03  |
| 4.  | Im Ready (featuring Heather Victoria – Produit par DJ Premier)                              | Up Against the Wall (Getaway Car Mix) de Group Home | 3:20  |
| 5.  | Blankin' Out (featuring Mac Miller – Produit par Khrysis)                                   |                                                     | 3:26  |
| 6.  | Cherry Red Hot (Produit par 9th Wonder)                                                     |                                                     | 3:01  |
| 7.  | Little Things (featuring Phil-Ade – Produit par 9th Wonder)                                 | Solstice de Brian Bennett I Like It de DeBarge      | 4:35  |
| 8.  | Return of the B-Girl (featuring Mara Jade – Produit par Khrysis)                            | Kung Fu Fighting de Carl Douglas                    | 3:03  |
| 9.  | Love Tonight (featuring Sundown – Produit par Eric G.)                                      |                                                     | 4:22  |
| 10. | U Sparklin' (Produit par 9th Wonder)                                                        | Sparkle de Cameo                                    | 3:43  |
| 11. | Make It After All (Produit par 9th Wonder)                                                  | Love Is All Around de Sonny Curtis                  | 4:14  |
| 12. | Make Me Say (featuring Heather Victoria – Produit par 9th Wonder)                           | Who Can I Run To de Xscape                          | 4:41  |
| 13. | Hoop Dreams to Rap Dreams (featuring King Mez et Skyzoo – Produit par E. Jones)             |                                                     | 3:58  |
| 14. | Cipher Kid (featuring Big Remo – Produit par 9th Wonder)                                    |                                                     | 4:06  |
| 15. | No More Trouble (featuring Enigma, Halo et Sean Boog – Produit par 9th Wonder)              |                                                     | 6:07  |
| 16. | Angel (featuring Laws – Produit par 9th Wonder)                                             |                                                     | 4:30  |
| 17. | Young, Black with a Gift (featuring Big Daddy Kane – Produit par 9th Wonder)                | Young, Gifted and Black de Big Daddy Kane           | 3:09  |
| 18. | Little Things Remix (featuring Heather Victoria et Thee Tom Hardy – Produit par 9th Wonder) | I Like It de DeBarge                                | 3:56  |
| 19. | Honda Accord Music Remix (featuring Thee Tom Hardy et Skyzoo – Produit par 9th Wonder)      | Ancient Source de Caldera                           | 4:03  |
| 20. | My Melo, My Man (featuring TP – Produit par 9th Wonder)                                     |                                                     | 2:57  |